# Manchester United F.C. mùa bóng 1973–74
Mùa giải 1973-74 là mùa giải lần thứ 71 của Manchester United ở The Football League và mùa giải thứ 29 liên tiếp của đội bóng ở Giải hạng nhất Anh.  Đây là mùa giải đầu tiên dưới sự dẫn dắt của Huấn luyện viên Tommy Docherty, người đã được bổ nhiệm tháng 12 trước đó sau khi kế nhiệm ông Frank O'Farrell.
Khi được thuyết phục để trở lại Câu lạc bộ sau khi ra nước ngoài thi đấu theo dạng cho mượn vào nữa mùa trước, George Best gặp khó khăn một thời gian ngắn nhất để trở về chơi bên cạnh những đồng đội, Anh chơi trận cuối cùng của mình cho câu lạc bộ vào ngày đầu năm mới và hợp đồng của anh đã bị hủy bỏ ngay sau đó.
Khởi đầu mùa giải không mấy ấn tượng, đội bóng đã bị thua Arsenal ngay trận khai màn của mùa giải với tỷ số 3-0 trên sân khách. Điều này báo hiệu một mùa giải gặp khó khăn sắp bắt đầu. Cả mùa giải United chỉ thắng có 10 trận trong đó có 8 trận trên sân nhà Old Trafford. Vào những vòng cuối của giải đấu, với 3 chiến thắng liên tiếp mở ra cơ hội trụ hạng nhưng đã thua trận áp chót trước gã hàng xóm Manchester City đã chính thức xuống hạng.
Vào cuối mùa giải, United kết thúc ở vị trí thứ 21 trong bảng xếp hạng và bị xuống hạng hai Anh. Mặc dù không trụ hạng được nhưng Giám đốc của câu lạc bộ đã quyết định không sa thải Docherty, đặt niềm tin vào ông để đưa đội bóng trở lại Hạng nhất Anh khi mới chỉ mùa giải đầu tiên.

## Hạng nhất Anh
| Thời gian            | Đối thủ                 | H/A | Tỷ số Bt-Bb | Cầu thủ ghi bàn          | Số lượng khán giả |
| -------------------- | ----------------------- | --- | ----------- | ------------------------ | ----------------- |
| 25 tháng 8 năm 1973  | Arsenal                 | A   | 0 – 3       |                          | 51,501            |
| 29 tháng 8 năm 1973  | Stoke City              | H   | 1 – 0       | James                    | 43,614            |
| 1 tháng 9 năm 1973   | Queens Park Rangers     | H   | 2 – 1       | Holton, McIlroy          | 44,156            |
| 5 tháng 9 năm 1973   | Leicester City          | A   | 0 – 1       |                          | 29,152            |
| 8 tháng 9 năm 1973   | Ipswich Town            | A   | 1 – 2       | Anderson                 | 22,023            |
| 12 tháng 9 năm 1973  | Leicester City          | H   | 1 – 2       | Stepney                  | 40,793            |
| 15 tháng 9 năm 1973  | West Ham United         | H   | 3 – 1       | Kidd (2), Storey-Moore   | 44,757            |
| 22 tháng 9 năm 1973  | Leeds United            | A   | 0 – 0       |                          | 47,058            |
| 29 tháng 9 năm 1973  | Liverpool               | H   | 0 – 0       |                          | 53,882            |
| 6 tháng 10 năm 1973  | Wolverhampton Wanderers | A   | 1 – 2       | McIlroy                  | 32,962            |
| 13 tháng 10 năm 1973 | Derby County            | H   | 0 – 1       |                          | 43,724            |
| 20 tháng 10 năm 1973 | Birmingham City         | H   | 1 – 0       | Stepney                  | 48,937            |
| 27 tháng 10 năm 1973 | Burnley                 | A   | 0 – 0       |                          | 31,976            |
| 3 tháng 11 năm 1973  | Chelsea                 | H   | 2 – 2       | Greenhoff, Young         | 48,036            |
| 10 tháng 11 năm 1973 | Tottenham Hotspur       | A   | 1 – 2       | Best                     | 42,756            |
| 17 tháng 11 năm 1973 | Newcastle United        | A   | 2 – 3       | Graham, Macari           | 41,768            |
| 24 tháng 11 năm 1973 | Norwich City            | H   | 0 – 0       |                          | 36,338            |
| 8 tháng 12 năm 1973  | Southampton             | H   | 0 – 0       |                          | 31,648            |
| 15 tháng 12 năm 1973 | Coventry City           | H   | 2 – 3       | Best, Morgan             | 28,589            |
| 22 tháng 12 năm 1973 | Liverpool               | A   | 0 – 2       |                          | 40,420            |
| 26 tháng 12 năm 1973 | Sheffield United        | H   | 1 – 2       | Macari                   | 38,653            |
| 29 tháng 12 năm 1973 | Ipswich Town            | H   | 2 – 0       | Macari, McIlroy          | 36,365            |
| 1 tháng 1 năm 1974   | Queens Park Rangers     | A   | 0 – 3       |                          | 32,339            |
| 12 tháng 1 năm 1974  | West Ham United         | A   | 1 – 2       | McIlroy                  | 34,147            |
| 19 tháng 1 năm 1974  | Arsenal                 | H   | 1 – 1       | James                    | 38,589            |
| 2 tháng 2 năm 1974   | Coventry City           | A   | 0 – 1       |                          | 25,313            |
| 9 tháng 2 năm 1974   | Leeds United            | H   | 0 – 2       |                          | 60,025            |
| 16 tháng 2 năm 1974  | Derby County            | A   | 2 – 2       | Greenhoff, Houston       | 29,987            |
| 23 tháng 2 năm 1974  | Wolverhampton Wanderers | H   | 0 – 0       |                          | 39,260            |
| 2 tháng 3 năm 1974   | Sheffield United        | A   | 1 – 0       | Macari                   | 29,203            |
| 13 tháng 3 năm 1974  | Manchester City         | A   | 0 – 0       |                          | 51,331            |
| 16 tháng 3 năm 1974  | Birmingham City         | A   | 0 – 1       |                          | 37,768            |
| 23 tháng 3 năm 1974  | Tottenham Hotspur       | H   | 0 – 1       |                          | 36,278            |
| 30 tháng 3 năm 1974  | Chelsea                 | A   | 3 – 1       | Daly, McIlroy, Morgan    | 29,602            |
| 3 tháng 4 năm 1974   | Burnley                 | H   | 3 – 3       | Forsyth, Holton, McIlroy | 33,336            |
| 6 tháng 4 năm 1974   | Norwich City            | A   | 2 – 0       | Greenhoff, Macari        | 28,223            |
| 13 tháng 4 năm 1974  | Newcastle United        | H   | 1 – 0       | McCalliog                | 44,751            |
| 15 tháng 4 năm 1974  | Everton                 | H   | 3 – 0       | McCalliog (2), Houston   | 48,424            |
| 20 tháng 4 năm 1974  | Southampton             | A   | 1 – 1       | McCalliog                | 30,789            |
| 23 tháng 4 năm 1974  | Everton                 | A   | 0 – 1       |                          | 46,093            |
| 27 tháng 4 năm 1974  | Manchester City         | H   | 0 – 1       |                          | 56,996            |
| 29 tháng 4 năm 1974  | Stoke City              | A   | 0 – 1       |                          | 27,392            |

| #  | Câu lạc bộ        | Tr | T  | H  | B  | Bt | Bb | Hs    | Điểm |
| -- | ----------------- | -- | -- | -- | -- | -- | -- | ----- | ---- |
| 20 | Southampton       | 42 | 11 | 14 | 17 | 47 | 68 | 0.691 | 36   |
| 21 | Manchester United | 42 | 10 | 12 | 20 | 38 | 48 | 0.792 | 32   |
| 22 | Norwich City      | 42 | 7  | 15 | 20 | 37 | 62 | 0.597 | 29   |

## FA Cup
| Thời gian           | Vòng đấu | Đối thủ         | H/N/A | Tỷ số Bt-Bb | Cầu thủ ghi bàn | Số lượng khán giả |
| ------------------- | -------- | --------------- | ----- | ----------- | --------------- | ----------------- |
| 5 tháng 1 năm 1974  | Vòng 3   | Plymouth Argyle | H     | 1 – 0       | Macari          | 31,810            |
| 26 tháng 1 năm 1974 | Vòng 4   | Ipswich Town    | H     | 0 – 1       |                 | 37,177            |

## League Cup
| Thời gian           | Vòng đấu | Đối thủ       | H/N/A | Tỷ số Bt-Bb | Cầu thủ ghi bàn | Số lượng khán giả |
| ------------------- | -------- | ------------- | ----- | ----------- | --------------- | ----------------- |
| 8 tháng 10 năm 1973 | Vòng 2   | Middlesbrough | H     | 0 – 1       |                 | 23,906            |